# Андреа Гюбнер
Андреа Гюбнер (нім. Andrea Hübner, 17 лютого 1957) — німецька плавчиня. Чемпіонка світу 1973 року на дистанції 200 м комплексом і в естафеті 4×100 м вільним стилем.